# Svenska mästerskapen i banhoppning
Svenska mästerskapen i banhoppning avgörs årligen sedan premiäråret 1951. Från och med 1988 rids ett inomhusmästerskap och ett utomhusmästerskap varje år. Tävlingen är öppen för ryttare som har gällande svensk tävlingslicens och som är svensk medborgare eller sedan minst ett år stadigvarande bosatt i Sverige. SM avgörs på nivån 1,50 meter för seniorer, 1,45 meter för Young Rider 16-21 år och 1,40 meter för juniorer.

## Mesta guldmedaljörerna
Ett antal ryttare har lyckats erövra flera SM-guld genom åren:
8 guld
- Helena Persson 92u, 93u, 93i, 01u, 01i, 07u, 09u, 16u

6 guld
- Åke Hultberg 70, 72, 73, 74, 78, 88i
- Peter Eriksson 83, 85, 94u, 95u, 96u, 07i
- Royne Zetterman 97u, 97i, 98u, 02i, 13i, 15u

5 guld
- Dag Nätterqvist 59, 60, 63, 65, 68

4 guld
- Jan-Olof Wannius 69, 75, 76, 77

## Medaljörer
| År   | Datum     | Ute/inne | Arrangör        | Tävlingsplats | Kategori | Guld                                   | Silver                                  | Brons                                     |
| ---- | --------- | -------- | --------------- | ------------- | -------- | -------------------------------------- | --------------------------------------- | ----------------------------------------- |
| 2022 | 9-14 aug  | Utomhus  | Sundbyholm HCRF | Sundbyholm    | Senior   | Niklas Arvidsson/Hotmail               | Thomas Ryan/Springfield 21              | Fredrik Spetz/Flanagan                    |
| 2022 | 9-14 aug  | Utomhus  | Sundbyholm HCRF | Sundbyholm    | YR       | Ebba Danielsson/Chopard                | Philip Svitzer/Alida Nike               | Josephine Olsson/All I Got Is U           |
| 2022 | 9-14 aug  | Utomhus  | Sundbyholm HCRF | Sundbyholm    | J        | Lilly Landgren/Cipressa vd Esberg Z    | Ebba Danielsson/T - Gavoli Z            | Liam Nilsson/Zäta C                       |
| 2022 | 9-14 aug  | Utomhus  | Sundbyholm HCRF | Sundbyholm    | Ch       | Carl-Hugo Westergren/Dagada des Grevis | Lilly Smith/Hubertus                    | Alicia Svensson/Luxor                     |
| 2022 | 9-14 aug  | Utomhus  | Sundbyholm HCRF | Sundbyholm    | D-ponny  | Mathilda Hansson/Electra               | Rachel Törnblom/Helga TH.O.             | Loviza Ardenmark/Killegar Cloonisle Hope  |
| 2022 | 9-14 aug  | Utomhus  | Sundbyholm HCRF | Sundbyholm    | C-ponny  | Mathila Hansson/Unsphinx D'hurl 'Vent  | Leiah Cissig/Woodfield Night Light      | Nellie Fredrin/Sienna Dusky Sky           |
| 2022 | 9-14 aug  | Utomhus  | Sundbyholm HCRF | Sundbyholm    | B-ponny  | Jonathan Hansson/Stald Fox's Mr Fox    | Noomi Skobe Rosén/Little Miss Magic     | Selma Gustafsson Thelin/LLS Esay Peasy    |
| 2022 | 10-13 nov | Inne     | Trollhättans SR | Grevagården   | Senior   | Viktor Melin/Atina                     | Johan Lundh/Mylento                     | Ottilia Lundgren/ComeOnConrad             |
| 2022 | 10-13 nov | Inne     | Trollhättans SR | Grevagården   | YR       | Cornelia Bergstrand/Valon              | Ebba Danielsson/Nikita vd Vosberg       | Beata Hermelin/Obsession Night            |
| 2022 | 10-13 nov | Inne     | Trollhättans SR | Grevagården   | J        | Beata Hermlin/Clabimba                 | Cornelia Wallenborg/Manick              | Emil Jönsson/Be Special                   |
| 2022 | 2-6 nov   | Inne     | Trollhättans SR | Grevagården   | Children | Mathilda Hansson/Hello HX              | Ellen Hammarström/Seana 2               | Nora andersson/Jitske van het Kastanjehof |
| 2022 | 2-6 nov   | Inne     | Trollhättans SR | Grevagården   | D-ponny  | Ellen Hammarström/Ocean des As         | Svea Eriksson Ståbis/Kiltormer Buckfast | Victoria Jensen/D'Angelo Der Lenn         |
| 2022 | 2-6 nov   | Inne     | Trollhättans SR | Grevagården   | C-ponny  | Leiah Cissig/Woodfield Night Light     | Mathila Hansson/Unsphinx D'hurl 'Vent   | Hannah Blomberg/Hembys Florian RNF 222    |
| 2022 | 2-6 nov   | Inne     | Trollhättans SR | Grevagården   | B-ponny  | Signe Ekengren/Blaengwen Kato Star     | Olivia Juréen/Flying Dragon             | Adam Hammarström/Tullohea Minnie          |

| Medaljörer SM hoppning 2021 | Medaljörer SM hoppning 2021 | Medaljörer SM hoppning 2021 | Medaljörer SM hoppning 2021 | Medaljörer SM hoppning 2021 | Medaljörer SM hoppning 2021 | Medaljörer SM hoppning 2021              | Medaljörer SM hoppning 2021                | Medaljörer SM hoppning 2021            |
| År                          | Datum                       | Ute/inne                    | Arrangör                    | Tävlingsplats               | Kategori                    | Guld                                     | Silver                                     | Brons                                  |
| --------------------------- | --------------------------- | --------------------------- | --------------------------- | --------------------------- | --------------------------- | ---------------------------------------- | ------------------------------------------ | -------------------------------------- |
| 2021                        | 10-15 aug                   | Ute                         | Skogslottens RF             | Skogslotten                 | Senior                      | Viktor Melin/Atina                       | Sissela Smith/Casemiro CC                  | Linn Widmark/Coleburn                  |
| 2021                        | 10-15 aug                   | Ute                         | Skogslottens RF             | Skogslotten                 | YR                          | Selma Hammarström/Seed                   | Filippa Enmark/King Kong van't Valissenhof | Erik Dahnelius/Fay                     |
| 2021                        | 10-15 aug                   | Ute                         | Skogslottens RF             | Skogslotten                 | Junior                      | Ebba Danielsson/Chopard                  | Lilly Landgren/Touch of Chilli             | Ingemar Hammarström/Nicoline d'Or      |
| 2021                        | 8-12 aug                    | Ute                         | Skogslottens RF             | Skogslotten                 | Children                    | Mathilda Hansson/Rubio Monocoat Electric | Linnea Åberg-Cronin/Järta                  | Junie Ratcovich/Inello van den Bosrand |
| 2021                        | 8-12 aug                    | Ute                         | Skogslottens RF             | Skogslotten                 | D-ponny                     | Ellen Hammarström/Ocean des As           | Linn Arvidsson/Oldrock Megan               | Ellinore Edgren/Shanbo Ciaran          |
| 2021                        | 8-12 aug                    | Ute                         | Skogslottens RF             | Skogslotten                 | C-ponny                     | Julia Cissig/Woodfield Night Light       | Inez Olsson/Anemon II                      | Victoria Jensen/Banin Dubh             |
| 2021                        | 8-12 aug                    | Ute                         | Skogslottens RF             | Skogslotten                 | B-ponny                     | Olivia Juréen/Flying Dragon              | Lova Bratt/                                |                                        |
| 2021                        | 2-7 nov                     | Inne                        | Kungsbacka RK               | Kungsbacka                  | Children                    | Mathilda Hansson/Rubio Monocoat Electric | Linnea Åberg-Cronin/Järta                  | Vera Åkerblom/Verzace                  |
| 2021                        | 2-7 nov                     | Inne                        | Kungsbacka RK               | Kungsbacka                  | D-ponny                     | Selma Staffar/Munsboro Meg               | Mathilda Hansson/Dynamite Spartacus        | Victoria Jensen/D'Angelo Der Lenn      |
| 2021                        | 2-7 nov                     | Inne                        | Kungsbacka RK               | Kungsbacka                  | C-ponny                     | Stina Löfstrand/Klemens van Orchid's     | Valentina Jarl/Lexy                        | Nelly Lindgren/Kiara Li                |
| 2021                        | 2-7 nov                     | Inne                        | Kungsbacka RK               | Kungsbacka                  | B-ponny                     | Olivia Juréen/Flying Dragon              | Signe Ekengren/Blaengwen Kato Star         | Elsa Darlington/Lavally Sam            |

| Medaljörer SM hoppning 2020 | Medaljörer SM hoppning 2020 | Medaljörer SM hoppning 2020 | Medaljörer SM hoppning 2020 | Medaljörer SM hoppning 2020 | Medaljörer SM hoppning 2020 | Medaljörer SM hoppning 2020                  | Medaljörer SM hoppning 2020        | Medaljörer SM hoppning 2020             |
| År                          | Datum                       | Ute/inne                    | Arrangör                    | Tävlingsplats               | Kategori                    | Guld                                         | Silver                             | Brons                                   |
| --------------------------- | --------------------------- | --------------------------- | --------------------------- | --------------------------- | --------------------------- | -------------------------------------------- | ---------------------------------- | --------------------------------------- |
| 2020                        | 4-8 nov                     | Inne                        | Trollhättans SR             | Grevagården                 | Senior                      | Sissela Smith/Casemiro CC                    | Andrea Persson/F. Las Vegas        | Wilma Marklund/Corgolero                |
| 2020                        | 4-8 nov                     | Inne                        | Trollhättans SR             | Grevagården                 | YR                          | Filippa Enmark/Cartier Du Chateau Hollogne Z | Cora Sidney Hirn/Chaginue          | Kajsa Björe/Fine Emmely                 |
| 2020                        | 4-8 nov                     | Inne                        | Trollhättans SR             | Grevagården                 | Junior                      | Julie Carlberg/CCStud's Fidelity             | Philip Svitzer/Exclusief           | Beata Hermelin/Crimson                  |
| 2020                        | 27 okt - 1 nov              | Inne                        | Trollhättans SR             | Grevagården                 | Children                    | Carl-Hugo Westergren/Carmelita               | Emil Jönsson/Be Special            | Lovisa Korneliusson/Citty Cat BIC       |
| 2020                        | 27 okt - 1 nov              | Inne                        | Trollhättans SR             | Grevagården                 | D-ponny                     | Selma Staffare/Munsboro Meg                  | Ella Ramnegård/Kilteel Jimbob      | Tilda Sandstedt/Ohio One                |
| 2020                        | 27 okt - 1 nov              | Inne                        | Trollhättans SR             | Grevagården                 | C-ponny                     | Smilla Gardiner/Dooneens Captain Classic     | Rebecca Falck Lagercrantz/Niva     | Tuva-Li Örnberg/Giovanna                |
| 2020                        | 27 okt - 1 nov              | Inne                        | Trollhättans SR             | Grevagården                 | B-ponny                     | Melody Ohlinger/Stald Fox's Mr Fox           | Smilla Gardiner/Lavally Sam        | Mathilda Hansson/Sting's Yaris          |
| 2020                        | 10-16 aug                   | Ute                         | Falsterbo HS                | Falsterbo                   | Senior                      | Rolf-Göran Bengtsson/Ermindo W               | Peder Fredricson/H&M Crusader Ice  | Malin Baryard-Johnsson/H&M Indiana      |
| 2020                        | 10-16 aug                   | Ute                         | Falsterbo HS                | Falsterbo                   | YR                          | Andre Brandt/Thelma Hästak                   | Kajsa Björe/Fine Emmely            | Wilma Marklund/Corlogero                |
| 2020                        | 10-16 aug                   | Ute                         | Falsterbo HS                | Falsterbo                   | Junior                      | Ingemar Hammarström/Captain Sparrow 5        | Kajsa Björe/Ballyshan Copa Cabana  | Ebba Kewenter/Nimbus                    |
| 2020                        | 10-16 aug                   | Ute                         | Falsterbo HS                | Falsterbo                   | Children                    | Emil Jönsson/Be Special                      | Lovisa Korneliusson/Citty Cat BIC  | Ida Brunåker/Carl 47                    |
| 2020                        | 10-16 aug                   | Ute                         | Falsterbo HS                | Falsterbo                   | D-ponny                     | Ebba Danielsson/Cullintra Royal              | Selma Staffare/Munsboro Meg        | Sofia Everz Svanberg/For Fun TF         |
| 2020                        | 10-16 aug                   | Ute                         | Falsterbo HS                | Falsterbo                   | C-ponny                     | Claudia Göpert/Munsboro Spare Time           | Rebecca Falck Lagercrantz/Niva     | Alicia Svensson/Young Dylan             |
| 2020                        | 10-16 aug                   | Ute                         | Falsterbo HS                | Falsterbo                   | B-ponny                     | Mathilda Hansson/Sting's Yaris               | Melody Ohlinger/Stald Fox's Mr Fox | Nathalie Wennerhorn/Blaengwen Kato Star |